# Талабани, Джаляль
Джаляль Хусамаддин Талабани юж.курд. جەلال تاڵەبانی, араб. جلال طالباني‎ — Jalāl Tālabānī, сев.курд. Celal Telebanî; 12 ноября 1933, Сулеймания, Королевство Ирак — 3 октября 2017, Берлин, Германия) — курдский и иракский политический деятель, президент Ирака с 7 апреля 2005 года по 24 июля 2014 года.

## Биография
Родился в семье местного шейха по одним сведениям, в деревне Койсанджак, по другим — Келкан. С 13 лет принимал активное участие в общественно-политической жизни, возглавляя молодёжную организацию «Союз курдских учащихся».
В 1950 г. стал членом Демократической партии Курдистана, с 1951 г. возглавлял партийную организацию Киркука, с 1953 г. — член ЦК, с 1954 г. — член Политбюро ДПК.
В 1953−1958 г. учился на юридическом факультете Багдадского университета. В 1954 и 1957 гг. в качестве лидера Союза курдских учащихся возглавлял курдские делегации на Пекинском и Московском фестивалях молодёжи и студентов; во время последнего впервые лично встретился с Мустафой Барзани.
В 1957 г. становится главным редактором газеты «Борьба Курдистана», нелегально издававшейся в Сулеймании. После революции 1958 г. был редактором издания ДПК «Хабат», в этом качестве в 1960 г. был отдан под суд, в марте 1961 г. под угрозой уголовного преследования бежал из Багдада в Курдистан и перешёл на нелегальное положение.
С началом Сентябрьского восстания 1961 года Талабани формирует отряд в районе Мавата и 25 декабря производит первую удачную акцию повстанцев на Южном фронте (захват направлявшейся в Сулейманию инкассаторской машины с 30 тыс. динаров).
В 1962 г. Талабани, проявивший недюжинную энергию и военные способности, становится одним из виднейших и наиболее популярных повстанческих командиров. После заключения перемирия с первым баасистским режимом в феврале 1963 г. Барзани посылает его в качестве своего представителя и (затем) главы курдской делегации в Багдад. В качестве члена иракской делегации Талабани посещает Насера в Каире и Бен Беллу в Алжире, начав таким образом свою международно-дипломатическую карьеру. После возобновления военных действий он направляется с дипломатической миссией в Европу, затем по возвращении принимает командование всем Южным фронтом.
Эту карьеру обрывает раскол в ДПК в 1964 г. Талабани становится на сторону партийной интеллигенции и первого секретаря партии Ибрагима Ахмеда (своего будущего тестя) против Барзани и в результате вынужден бежать в Иран. После неудачной попытки помириться с Барзани, он в 1966 г. объявляется в Багдаде и там при покровительстве правительства создает «истинную ДПК», во главе которой начинает вооружённую борьбу против сторонников Барзани.
После подписания Барзани и Саддамом Хусейном мирного договора от 11 марта 1970 г. «Истинная ДПК» была разоружена и распущена, а Талабани и его сторонники явились с повинной к Барзани и были им амнистированы. Вскоре Талабани выезжает за границу. Масуд Барзани, бывший тогда главой курдской спецслужбы «Парастин», утверждает, что это было связано с финансовыми делами Талабани: он положил на свои личные счета в Кувейте партийный фонд «истинной ДПК» — более 4 миллионов долларов. Крушение Сентябрьского восстания (март 1975 г.) застаёт его на должности помощника представителя ДПК в Бейруте. В этой ситуации Талабани заявляет, что крах восстания был обусловлен отступлением Барзани от принципов революционной и антиимпериалистической борьбы, и в результате оказывается фигурой, сумевшей объединить вновь возникшие левые организации. Заручившись покровительством враждебных Багдаду сирийских властей, он организует их съезд в Дамаске, в результате которого 1 июня 1975 г. было объявлено о создании Патриотического союза Курдистана. В мае 1976 г. ПСК возобновляет партизанскую борьбу в Курдистане.
Главной базой Талабани была его родная Сулеймания и вообще район Соран, находившийся в известной оппозиции северо-западу (Бахдинану) — родине и оплоту Барзани. С началом ирано-иракской войны (1980) Талабани получает поддержку иранцев в борьбе против багдадского режима (с перерывом в 1984 году, когда между ним и Саддамом Хусейном было заключено перемирие).
В последние месяцы ирано-иракской войны и особенно по её завершении иракские силы повели массированное наступление на курдских партизан. В результате к осени 1989 г. последние отряды пешмерга ПСК были вынуждены покинуть Ирак.
В марте 1991 г., после разгрома Саддама Хусейна силами международной коалиции, Талабани и Масуд Барзани возглавили всеобщее курдское восстание, приведшее к освобождению практически всей территории Курдистана. Однако 1 апреля иракские части начали массированное наступление на повстанцев. Началось массовое бегство курдов в соседние страны. В 1992 г. были проведены выборы в Национальную Ассамблею (парламент) Иракского Курдистана, на которых 49 мандатов достались ПСК, а 51 — ДПК. Однако противоречия между партиями привели к тому, что в 1994 г. Талабани, опираясь на поддержку Ирана, попытался произвести государственный переворот и захватить власть во всём «Свободном Курдистане». Результатом стала гражданская война, продолжавшаяся вплоть до 1998 года, когда на встрече в Вашингтоне при активном посредничестве администрации США между двумя курдскими лидерами был заключён мир. Тем не менее, фактически «Свободый Курдистан» оставался разделённым на две части: область ДПК (Эрбиль-Дохук) и область, управляемую правительством ПСК в Сулеймании. В 2002 году курдский парламент вновь объединился, но объединение правительств произошло только в 2006 г.
В апреле 2003 г., после падения Багдада, силы Талабани занимают «нефтяную столицу» Ирака — Киркук; вслед за этим Талабани и Барзани становятся членами Правящего совета Ирака. В 2005 Талабани становится президентом Ирака при активной поддержке своего соперника Барзани, который в свою очередь, согласно договоренности, стал президентом Курдистана.
Среди курдов Талабани известен как «Мам Джалал» — «Дядя Джалал». Его отличают энергия, дипломатические способности, честолюбие. Не раз выступал в качестве посредника в конфликтах иракских этнических групп и религиозных сект. Талабани — автор целого ряда книг, в основном посвящённых курдскому национально-освободительному движению.
В марте 2009 года объявил о том, что больше не будет выставлять свою кандидатуру на пост главы государства (его полномочия истекают в конце года; он намерен выйти на пенсию). Однако 11 ноября 2010 года он был переизбран на посту президента Ирака.
17 ноября 2010 года отказался подписать смертный приговор бывшему заместителю премьер-министра Тарику Азизу, приговорённому к смертной казни.
24 июля 2014 года закончился его срок на посту президента.

## Состояние здоровья
С 2007 года пресса сообщала о проблемах со здоровьем у Талабани, вследствие чего он уже не раз проходил лечение за границей. В 2007 году Талабани лечился от обезвоживания и истощения в Иордании, в 2008 году президент перенёс операцию на сердце в США.
18 декабря 2012 года Талабани был госпитализирован в больнице Багдада для оказания неотложной медицинской помощи, предположительно в связи с инсультом.
18 декабря 2012 года ряд СМИ сообщил о смерти Талабани, но министр иностранных дел Ирака Хошияр Зибари эту информацию опроверг.
Талабани умер 3 октября 2017 года на 84-м году жизни в Германии, где находился на лечении, ранее он впал в кому. В связи со смертью Талабани в Ираке был объявлен трёхдневный траур.
6 октября 2017 года Талабани был похоронен в родном городе Сулеймания. На похоронную церемонию пришли десятки тысяч людей, церемония похорон вызвала противоречия с центральными властями Ирака, поскольку гроб с телом Талабани был обёрнут в курдский флаг, а прощание изначально прошло не в Багдаде, а в Сулеймании, поскольку семья Талабани настояла на том, чтобы тело было напрямую доставлено в Сулейманию. Тем не менее, на похоронах были исполнены как иракский гимн, так и курдский.